# Matteo Piano
Matteo Piano est un joueur de volley-ball italien né le 24 octobre 1990 à Asti. Il mesure 2,08 et joue central. Il est international italien.

## Clubs
| Club                        | De        | À         |
| --------------------------- | --------- | --------- |
| Pallavolo Piacenza          | 2009-2010 | 2010-2011 |
| Pallavolo Città di Castello | 2011-2012 | ...       |

## Palmarès
- Championnat d'Europe 
  - Finaliste : 2013
- Supercoupe d'Italie (1)
  - Vainqueur : 2009